# 14. Königlich Bayerische Division
Die 14. Infanterie-Division war ein Großverband der Bayerischen Armee im Ersten Weltkrieg.

## Gliederung
Die Division wurde am 14. August 1916 zusammengestellt und in der Folgezeit zunächst an der Westfront eingesetzt. Ende April 1917 erfolgte die Verlegung an die Ostfront. Nachdem im Dezember 1917 die Waffenruhe an der rumänischen Front eingetreten war, wurde der Verband herausgelöst und wieder in den Westen verlegt. Dort war die Division dann bis zu ihrer Auflösung aufgrund zu hoher Verluste am 10. September 1918 im Einsatz.

### Kriegsgliederung vom 11. September 1916
- 8. Infanterie-Brigade
  - 4. Infanterie-Regiment „König Wilhelm von Württemberg“
  - 8. Infanterie-Regiment „Großherzog Friedrich II. von Baden“
  - 29. Infanterie-Regiment
  - 4. Eskadron/8. Chevaulegers-Regiment
  - 23. Feldartillerie-Regiment
  - Reserve-Pionier-Kompanie 11
  - Scheinwerferzug 101
  - Minenwerfer-Kompanie 14
  - Divisions-Brückenbau 5
  - Fernsprech-Doppelzug 14
  - Feldsignal-Trupps 40 und 41

### Kriegsgliederung vom 28. April 1918
- 8. Infanterie-Brigade
  - 4. Infanterie-Regiment „König Wilhelm von Württemberg“
  - 8. Infanterie-Regiment „Großherzog Friedrich II. von Baden“
  - 25. Infanterie-Regiment
  - 4. Eskadron/8. Chevaulegers-Regiment
- Artillerie-Kommandeur 14
  - 23. Feldartillerie-Regiment
- 14. Pionier-Bataillon
- Divisions-Nachrichten-Kommandeur 14

## Gefechtskalender

### 1916
- 13. August bis 9. September --- Schlacht um Verdun
  - 3. September --- Erstürmung der französischen Stellungen beiderseits der Souville-Schlucht
  - 4. bis 9. September --- Kämpfe um die Souville-Schlucht
- 9. bis 30. September --- Stellungskämpfe vor Verdun
- 1. Oktober bis 1. November --- Stellungskämpfe zwischen Maas und Mosel
- 2. bis 14. November --- Reserve der OHL
- 16. bis 26. November --- Schlacht an der Somme
- ab 27. November --- Stellungskämpfe an der Somme

### 1917
- bis 18. März --- Stellungskämpfe an der Somme
- 18. bis 22. März --- Reserve der OHL
- 23. März bis 1. April --- Stellungskämpfe in Flandern und Artois
- 2. bis 11. April --- Frühjahrsschlacht bei Arras
- 11. bis 26. April --- Stellungskämpfe an der Yser (Reserve der 4. Armee)
- 26. April bis 1. Mai --- Transport nach dem Osten
- 1. Mai bis 18. August --- Stellungskämpfe an der oberen Schtschara-Serwetsch
- 23. August bis 1. September --- Stellungskämpfe vor Riga
- 1. bis 5. September --- Schlacht um Riga
- 6. bis 14. September ---Stellungskämpfe nördlich der Düna
- 21. bis 22. September --- Erstürmung des Brückenkopfes von Jakobstadt
- 23. bis 26. September --- Stellungskämpfe vor Kreuzburg-Kokenhusen
- 2. Oktober bis 7. Dezember --- Stellungskämpfe am Sereth
- 7. bis 17. Dezember --- Waffenruhe an der rumänischen Front
- 17. bis 25. Dezember --- Transport nach dem Westen
- ab 25. Dezember --- Stellungskämpfe bei Reims

### 1918
- bis 20. März --- Stellungskämpfe bei Reims
- 21. März bis 6. April --- Große Schlacht in Frankreich
- 7. bis 30. April --- Kämpfe an der Avre bei Montdidier und Noyon
- 1. Mai bis 7. August --- Kämpfe an der Ancre, Somme und Avre
- 8. bis 20. August --- Abwehrschlacht zwischen Somme und Avre
- 22. August bis 2. September --- Schlacht Albert-Péronne
- 9. bis 10. September --- Stellungskrieg in Flandern
- 10. September --- Auflösung der Division

## Kommandeure
| Dienstgrad      | Name                             | Datum                            |
| --------------- | -------------------------------- | -------------------------------- |
| Generalleutnant | Otto Ritter von Rauchenberger    | 14. August 1916 bis 28. Mai 1918 |
| Generalmajor    | Karl August Ritter von Kleinhenz | 29. Mai bis 10. September 1918   |